# Творковиці
Творковиці (пол. Tworkowice) — село в Польщі, у гміні Цехановець Високомазовецького повіту Підляського воєводства.
Населення — 203 особи (2011).
У 1975-1998 роках село належало до Ломжинського воєводства.

## Демографія
Демографічна структура станом на 31 березня 2011 року:
|          | Загалом | Допрацездатний вік | Працездатний вік | Постпрацездатний вік |
| -------- | ------- | ------------------ | ---------------- | -------------------- |
| Чоловіки | 99      | 21                 | 59               | 19                   |
| Жінки    | 104     | 14                 | 51               | 39                   |
| Разом    | 203     | 35                 | 110              | 58                   |